# مطار لامبيدوزا
مطار لامبيدوزا (بالإيطالية: Aeroporto di Lampedusa)‏(إياتا: LMP، إيكاو: LICD) يقع في لامبيدوسا في مقاطعة أغريجنتو في صقلية في إيطاليا.

## شركات الطيران والوجهات
| شركـات طيـران       | الوجهات |
| ------------------- | --- |
| AeroItalia          | موسمي: مطار أوريو أل سيريو، Forlì (تبدأ في 17 يونيو 2023)                                                         |
| DAT                 | مطار كاتانيا-فونتاناروسا، مطار باليرمو الدولي                                                                     |
| إيزي جيت            | موسمي: مطار مالبينسا، مطار نابولي (تبدأ في 27 يونيو 2023)                                                         |
| إيتا (شركة طيران)   | موسمي: مطار ليناتي، مطار ليوناردو دا فينشي                                                                        |
| فولوتيا             | موسمي: مطار أوريو أل سيريو، مطار بولونيا، مطار ليناتي، مطار نابولي، مطار تورينو، مطار البندقية ماركو بولو، Verona |
| خطوط فيولينغ الجوية | موسمي: مطار ليوناردو دا فينشي                                                                                     |
| ويز للطيران         | موسمي: مطار مالبينسا، مطار ليوناردو دا فينشي                                                                      |